# Liszt (cràter)
Liszt és un cràter d'impacte en el planeta Mercuri de 79 km de diàmetre. Porta el nom del compositor hongarès Franz Liszt (1811-1886), i el seu nom va ser aprovat per la Unió Astronòmica Internacional el 1985.